# علی‌اصغر مهاجر
علی‌اصغر مهاجر (۳۰ مرداد ۱۳۰۱ - ۲۷ فروردین ۱۳۷۵) مترجم، نویسنده، ناشر و سیاستمدار ایرانی بود. او از گردانندگان انتشارات فرانکلین بود و مدتی فرمانداری قزوین را بر عهده داشت. برخی به نقش او در انحلال مؤسسه فرانکلین و سرقت دارایی‌های این مؤسسه اشاره کرده‌اند.

## زندگی
مهاجر در سال ۱۳۰۱ در تهران به دنیا آمد و پس از تحصیلات متوسطه در وزارت دارایی استخدام شد. او به تحصیلاتش ادامه داد و در سال ۱۳۲۵ از دانشکدهٔ حقوق دانش‌آموخته شد. از سربازی معاف شد و مدتی در کلاس‌های شبانه‌روزی بزرگسالان تدریس می‌کرد. بعد، به مدت دو سال در آبادان و تهران به رانندگی مشغول بود. در سال ۱۳۳۵ در انتشارات فرانکلین مشغول به کار شد. در این مدت مورد اعتماد همایون صنعتی مدیر فرانکلین قرار گرفت و با سفارش او، برای اجرای طرح مبارزه با بی‌سوادی، فرماندار قزوین شد. وقتی صنعتی از فرانکلین جدا شد، مدیریت این مؤسسه را به مهاجر سپرد. صنعتی در این باره می‌گوید:
بعد از بیرون آمدن من هم فرانکلین یواش یواش از حرکت ایستاد و پولهایش ته کشید. شروع کردند به قرض کردن و فروختن دارایی‌های فرانکلین. هرچه فرانکلین داشت فروختند؛ مثلاً شرکت سهامی جیبی را فروختند. مهاجر هم مقدار زیادی از پولها را برداشت و رفت در بورلی هیلز لس آنجلس ملکی خرید و در همان‌جا مرد. داستانش مفصل است.
به روایت عبدالرحیم جعفری، ابتدا احمد آرام مهاجر را به جعفری معرفی کرد و سپس جعفری او را نزد صنعتی‌زاده فرستاد. جعفری در این باره می‌گوید:
و اما… مدتها بعد شنیدیم که علی اصغر مهاجر پس از استعفای صنعتی‌زاده از فرانکلین و واگذاری مؤسسه به او، با آن همه اعتماد و رفاقتی که بین آنها بوده و کمکهایی که صنعتی‌زاده به او کرده، با دادن گزارشهایی خلافِ واقع [دروغ] به مرکزِ مؤسسه فرانکلین باعث گرفتاری برای همایون شده‌است!
عبدالحسین آذرنگ دربارهٔ مهاجر چنین می‌گوید:
هیچ یک از اعضای فرهنگی فرانکلین تهران که به فعالیت فرهنگی معتقد بودند و وفادار ماندند، پس از تعطیل شدن فرانکلین نه با او تماسی داشتند، نه به نیکی از او یاد کردند.

## آثار

### تألیف
- ایران خانوم در محکمهٔ الهی (داستان)
- زیر آسمان کویر (سفرنامه)
- ع‍ل‍وم اج‍ت‍م‍اع‍ی س‍وم دب‍س‍ت‍ان، ح‍اف‍ظ ف‍رم‍ان‍ف‍رم‍ائ‍ی‍ان، ب‍اه‍م‍ک‍اری ع‍ل‍ی‌اص‍غ‍ر م‍ه‍اج‍ر، تهران: وزارت ف‍ره‍ن‍گ، م‍وس‍س‍ه ان‍ت‍ش‍ارات ف‍ران‍ک‍ل‍ی‍ن، ۱۳۴۱.
- عل‍وم اج‍ت‍م‍اع‍ی چ‍ه‍ارم دب‍ی‍رس‍ت‍ان، ع‍ل‍ی‌اص‍غ‍ر م‍ه‍اج‍ر؛ ن‍ق‍اش م‍ح‍م‍دزم‍ان زم‍ان‍ی، پ‍روی‍ز ک‍لان‍ت‍ری؛ زی‍رن‍ظر ش‍ع‍ب‍ه م‍طال‍ع‍ات اج‍ت‍م‍اع‍ی و ع‍ل‍وم
- ت‍ع‍ل‍ی‍م‍ات اج‍ت‍م‍اع‍ی و دی‍ن‍ی ب‍رای ک‍لاس چ‍ه‍ارم دب‍س‍ت‍ان، ت‍وران م‍ی‍ره‍ادی؛ ب‍ا ه‍م‍ک‍اری ل‍ی‍ل‍ی آه‍ی، ث‍م‍ی‍ن‍ه ب‍اغ‍چ‍ه‌ب‍ان (پ‍ی‍رن‍ظر)، ع‍ل‍ی‌اص‍غ‍ر م‍ه‍اج‍ر، وزارت آم‍وزش و پ‍رورش، ۱۳۴۷.
- ت‍ع‍ل‍ی‍م‍ات اج‍ت‍م‍اع‍ی و دی‍ن‍ی ب‍رای ک‍لاس س‍وم دب‍س‍ت‍ان، ح‍اف‍ظ ف‍رم‍ان‍ف‍رم‍ائ‍ی‍ان؛ ب‍ا ه‍م‍ک‍اری ل‍ی‍ل‍ی آه‍ی، ث‍م‍ی‍ن‍ه ب‍اغ‍چ‍ه‌ب‍ان، ع‍ل‍ی‌اص‍غ‍ر م‍ه‍اج‍ر

### ترجمه
- علم و دین در جامعه، برتراند راسل، علی اصغر مهاجر (مترجم)، ناشر: جامی، مصدق
- فن ادارهٔ امور عمومی (هربرت سیمون)
- ف‍ن اداره/ ت‍ال‍ی‍ف آل‍ب‍رت ل‍پ‍اوس‍ک‍ی؛ ت‍رج‍م‍ه ع‍ل‍ی‌اص‍غ‍ر م‍ه‍اج‍ر
- تنگ اهریمنی (هنری جیمز)
- عاشق مترسک (فیلیس هستینگز)
- آتشفشان و زلزله (فردریک پو)
- جامعهٔ باز و دشمنانش (کارل پوپر، با عنوان خردمندان در خدمت خودکامگان)
- محاکمه غیابی خداوند حی و حاضر در محکمه عقل سلیم، ولفان ویلیام پ. الستون … [و دیگران]؛ مترجمان علی‌اصغر مهاجر، غفور میرزایی. آمریکا: انتشارات ملی، ۱۹۸۶م. = ۱۳۶۵.
- بیگناهان، هنری جیمز، ترجمه علی‌اصغر مهاجر، تهران: امیرکبیر؛ نیویورک: فرانکلین